# Грязновская
Грязновская —  посёлок при станции Грязновская  в городском округе Богданович Свердловской области близ села Грязновское. Посёлок управляется Грязновским сельским советом, станция входит в состав Свердловской железной дороги.

## География
Населённый пункт и станция расположены вблизи озера Кукуян в 17 километрах на запад от административного центра округа — города Богданович. 
Высота над уровнем моря — 197 метров. Село Грязновское находится примерно в 3 километрах на северо-запад. В 1,5 километрах на юг находится деревня Орлова. 
В посёлке существует одна улица: Александра Смирнова. 

## История
Станция открыта в 1885 году

## Население
| 2002 | 2010 | 2021 |
| ---- | ---- | ---- |
| 130  | ↘104 | ↘91  |

## Инфраструктура
Путевое хозяйство. 